# Watch Dogs
Watch Dogs (estilitzat WATCH_DOGS) és un videojoc d'acció i aventura en un món obert desenvolupat per Ubisoft Montreal i publicat per Ubisoft. Va sortir al mercat el 27 de maig del 2014 per a Microsoft Windows, PlayStation 3, PlayStation 4, Xbox 360 i Xbox One, i més tard el mateix any per a Wii U. L'escenari de joc és Wind City, una versió fictícia de Chicago, Illinois. En el mode història d'un únic jugador, se segueix en tercera persona un hacker i els seus esforços per venjar-se després de la mort accidental de la seva neboda. El disseny de món obert permet al jugador vagar lliurement per Chicago, incloent-hi la zona urbana de la ciutat, camp obert i barris pobres.
Des d'una perspectiva en tercera persona, el jugador controla Aiden Pearce, un hacker molt hàbil capaç de penetrar en el "ctOS", un sistema operatiu centralitzat que gestiona la hiperconnectada ciutat de Chicago. El jugador pot jugar com a criminal o com a vigilant. El joc disposa també d'un mode multijugador amb fins a vuit jugadors simultanis, que es troben en partides tant cooperatives com competitives recreant el mode de joc individual.